# Sofia, Drochia
Sofia este un sat din raionul Drochia, Republica Moldova, situat la 8 km de centrul raional Drochia. Hramul localității se sărbătorește pe 28 august.

## Așezare geografică

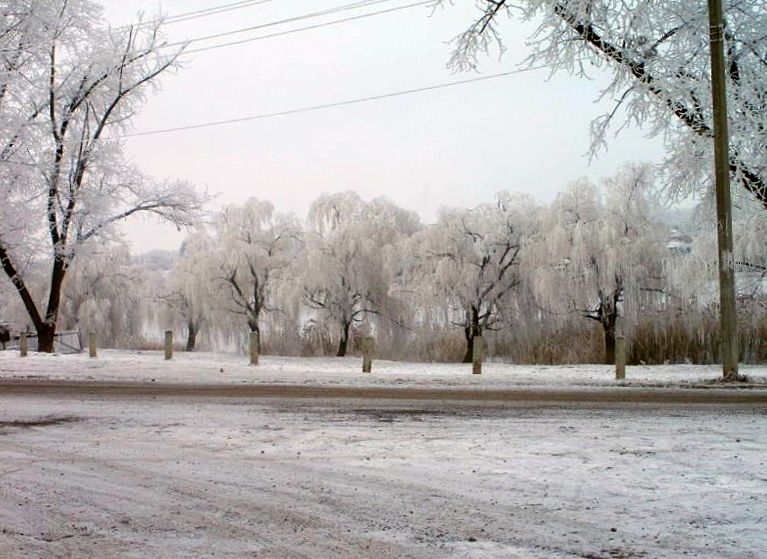
Iazul din sat

Satul Sofia se află în partea de nord a țării, la o distanță de 165 km de capitala Chișinău. Fiind situat în Podișul Moldovei, cea mai mare parte a localității se întinde de-a lungul unei văi, ce este străbătută de un afluent al râului Cubolta, și care împarte satul în două părți. Având o lungime de 5 km și lățimea de 2 km, satul este al doilea ca mărime din raion. În centrul satului se găsește un lac ce acoperă o suprafață de 8 ha. Alte 7 lacuri fac parte din patrimoniul așezării.

## Istorie și etimologie
Termenul provine din grecescul σοφία și se traduce prin „înțelepciune”, „abilitate”, „cunoaștere”.
Denumit și „satul celor 2.000 de fântâni”, Sofia are bogate resurse de apă potabilă.
Denumirea „Sofia” a fost dată de către boierul Hasnaș, proprietarul domeniului, în cinstea unicei fiice care a murit de tânără răpusă de o boală. Așezarea a fost atestată sub un alt nume, Anfisofca, în anul 1823.
Localnicii care s-au stabilit în sat, lucrând pe lângă curtea boierească, au venit din 3 sate diferite, de unde provin numele mahalalelor: Strâmbeni, Bădiceni și Mândiceni. Cea de-a patra mahala era populată de ruși, de unde s-a tras denumirea Ruși.
În perioada dintre 11 noiembrie 1940 și până la 25 decembrie 1962, satul a făcut parte din raionul Bălți al RSSM.

## Demografie

### Structura etnică
Structura etnică a satului conform recensământului populației din 2004:
| Grup etnic         | Populație | % Procentaj |
| ------------------ | --------- | ----------- |
| Moldoveni / Români | 4.763     | 98,75%      |
| Ucraineni          | 19        | 0,39%       |
| Ruși               | 17        | 0,35%       |
| Țigani             | 13        | 0,27%       |
| Polonezi           | 1         | 0,02%       |
| Găgăuzi            | 1         | 0,02%       |
| Alții              | 9         | 0,19%       |
| Total              | 4.823     | 100%        |

## Administrație și politică

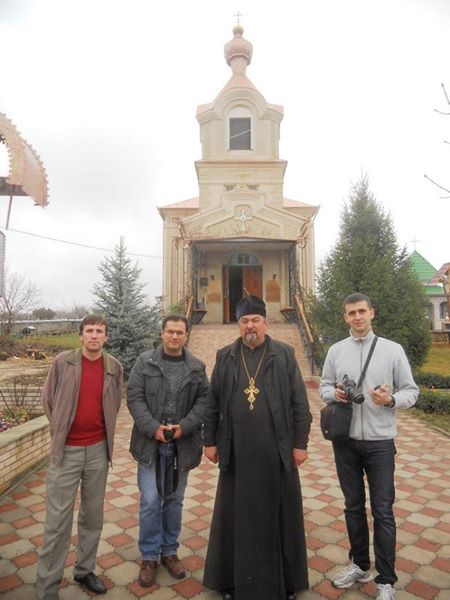
Biserica „Sfânta Treime” din localitate.

Componența Consiliului local Sofia (13 consilieri), ales la 5 noiembrie 2023, este următoarea:
|  | Partid                                        | Consilieri | Componență | Componență | Componență | Componență | Componență | Componență |
|  | --------------------------------------------- | ---------- | ---------- | ---------- | ---------- | ---------- | ---------- | ---------- |
|  | Partidul Acțiune și Solidaritate              | 6          |            |            |            |            |            |            |
|  | Platforma Demnitate și Adevăr                 | 3          |            |            |            |            |            |            |
|  | Partidul Socialiștilor din Republica Moldova  | 2          |            |            |            |            |            |            |
|  | Partidul Dezvoltării și Consolidării Moldovei | 1          |            |            |            |            |            |            |
|  | Partidul Schimbării                           | 1          |            |            |            |            |            |            |

## Educație
Începând cu anul școlar 2007-2008, școala medie din localitate a devenit Liceul Teoretic „Viorel Cantemir” cu profil uman. În clădirea cu capacitate maximă de 840 de locuri, în acel an școlar studiau 362 de elevi. 
Limbile străine studiate sunt engleza și rusa.
La moment în incinta satului se află doar o instituție de învățământ IPL Gimnaziul "Viorel Cantemir".
Satul mai are încă o instituție de învățământ: o școală de muzică, cu ore de pian, vioară, țambal, fluier, flaut, trompetă, acordeon și chitară.
Biblioteca sătească cuprinde peste 5000 de volume de literatură în limbile română, rusă și engleză.

## Sport
Categoriile de sport practicate sunt fotbalul, tenisul, șahul și Taekwondo WT(versiunea olimpică.  Localitatea este reprezentată în cadrul campionatelor de două echipe de fotbal, a școlii și cea sătească, precum și de membrii clubului de tenis și a celui de șah.
Un teren de fotbal pe care se dispută meciurile se află situat în centrul localității. Alte două terenuri sunt amenajate pe teritoriul instituțiilor de învățământ.
Din anul 2020 s-a deschis secția de Taekwondo WT (versiunea olimpică) în colaborare cu Școala Sportivă Drochia și AO Clubul Sportiv de Taekwondo “Kwan”. Sportivii din Sofia sunt membrii ai lotului național.

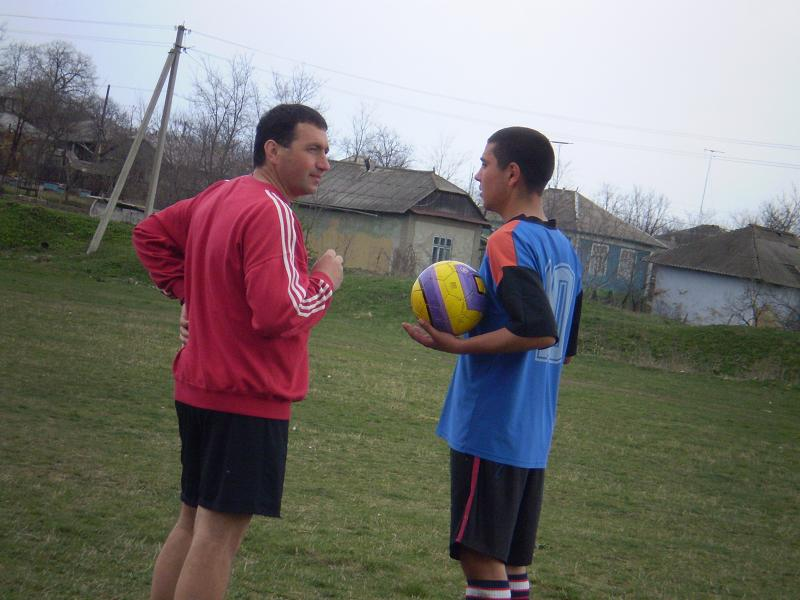
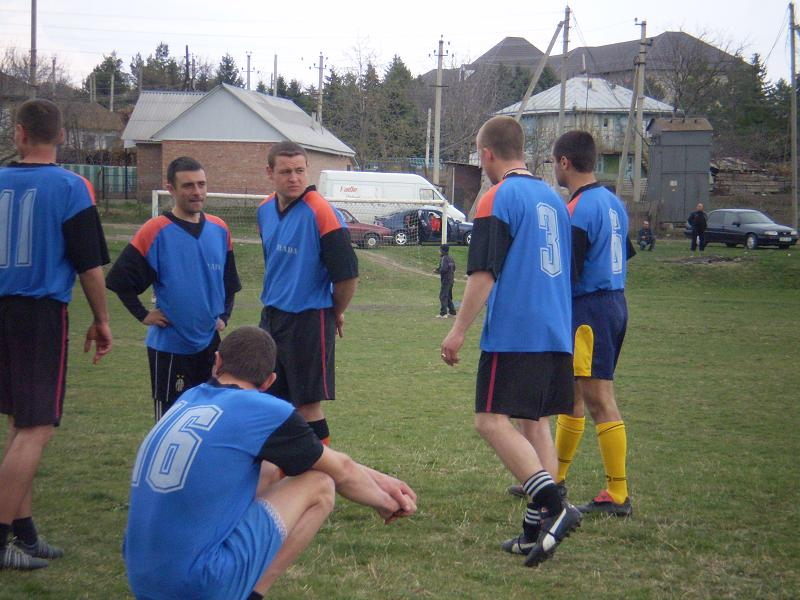
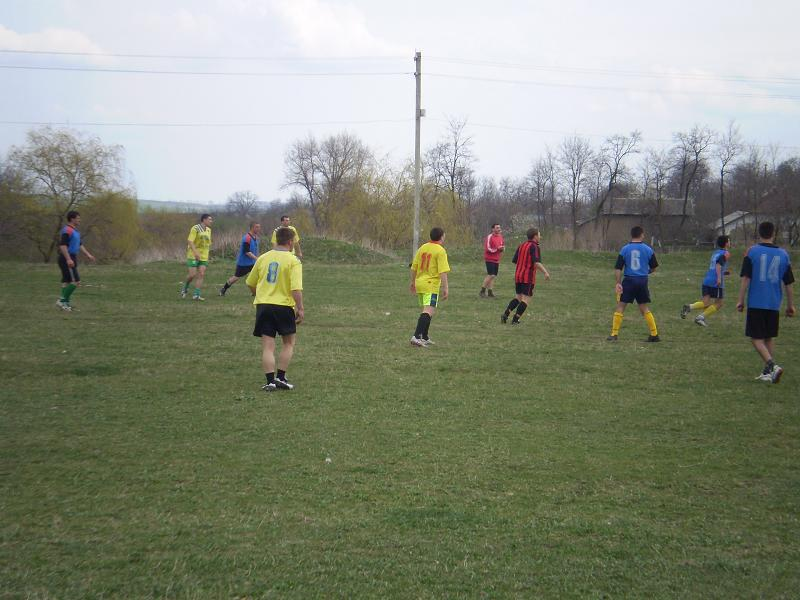
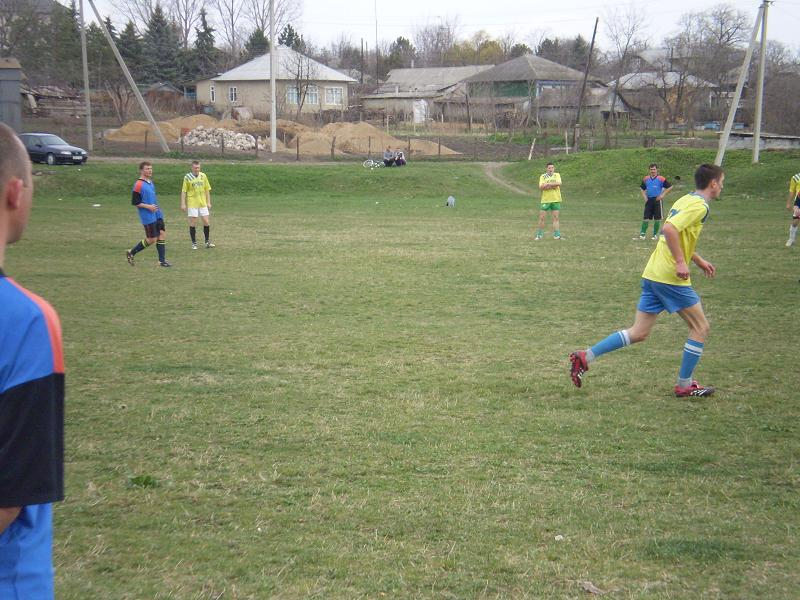

## Religie
Pe plan religios, populația satului este creștină, preponderent de rit ortodox. Există o minoritate ce aparține cultului baptist. 

## Cultură

Trupa de dans

Cele mai multe activități culturale se desfășoară în incinta Casei de Cultură a satului și în Sala de cursuri festive a liceului.
Printre obiceiurile de iarnă se numără „malanca”.

#### Arhitectură
Cele mai vechi clădiri datează din cea de-a doua jumătate a secolului al XIX-lea și sunt încă funcționale:
- Clădirea bisericii ortodoxe - 1860
- Clădirile Muzeului și ale gimnaziului - 1880
- Depozitul agricol construit în 1939 de către ocupanții germani

## Economie

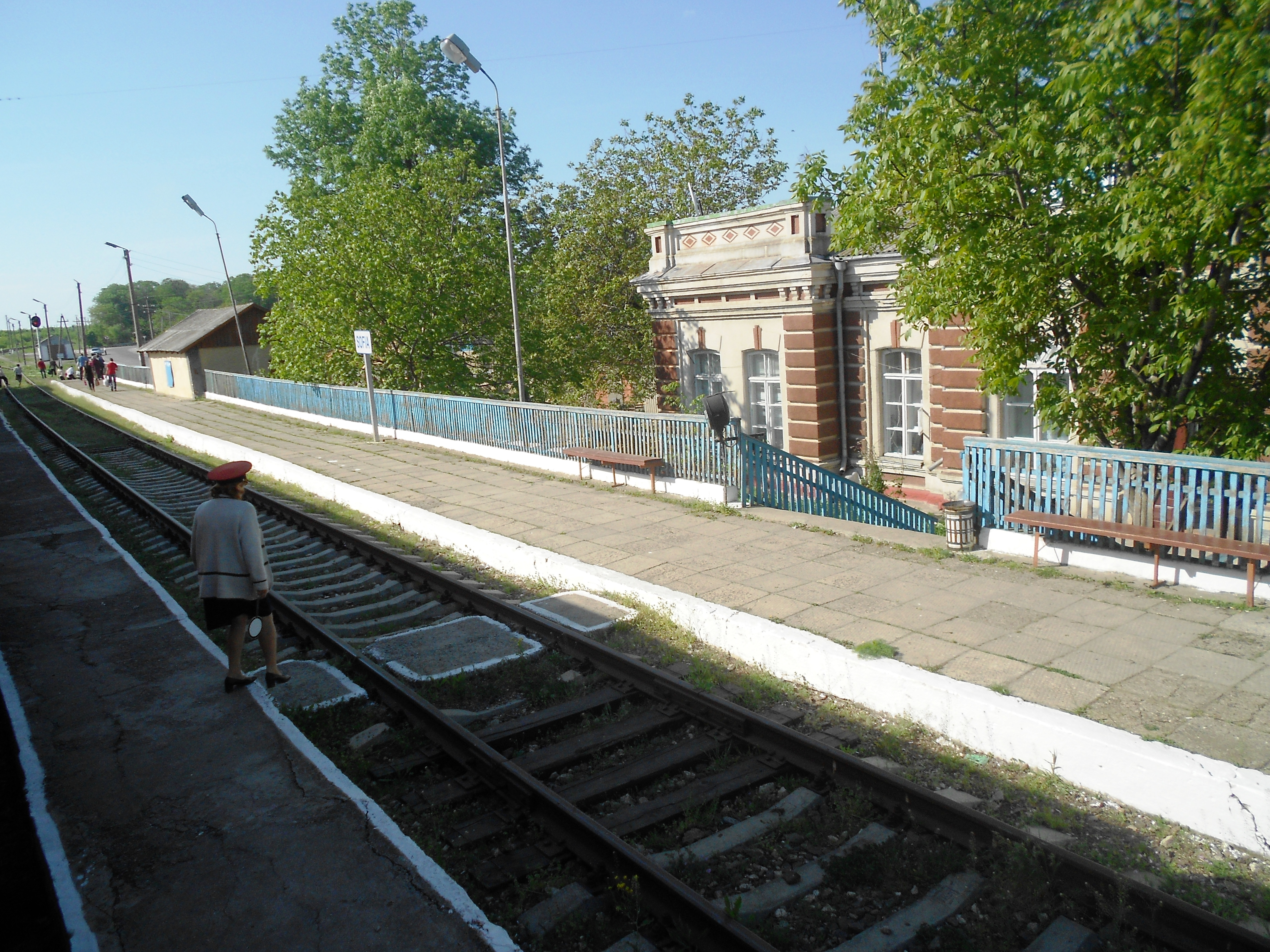
Gara Sofia

În domeniul producției se evidențiază:
- moara ce produce ulei și cea de făină;
- fermele de păsări, bovine, porcine și ovine;
- lacurile cu crescătorii de pești (crap și caras);
- asociația agricolă care se ocupă de cultivarea terenurilor;
- plantațiile de pomi (meri, nuci).

Activează prestatoi de servicii educaționale, medicale, de îngrijire, de aprovizionare cu produse alimentare și materiale de construcție.

## Transport
Deplasarea localnicilor către orașele vecine și capitală le este asigurată de transportul rutier și cel feroviar.

## Galerie de imagini
Conacul familiei Hasnaș din localitate, monument ocrotit de stat.

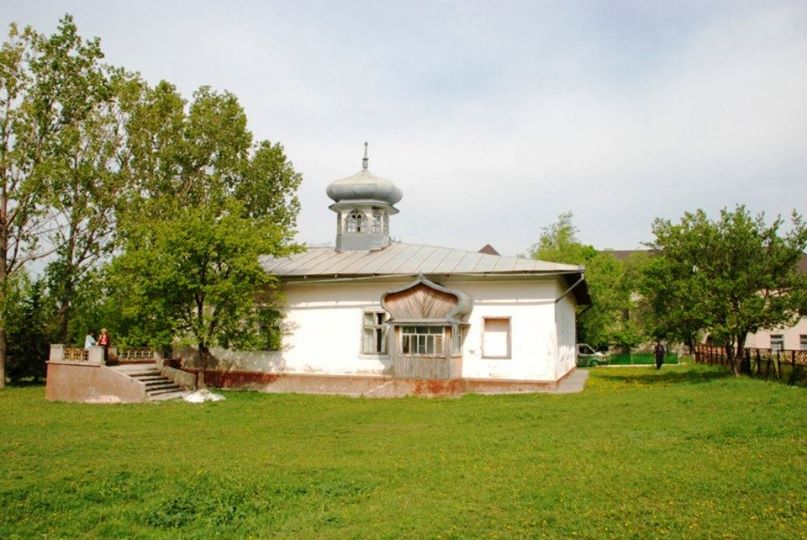
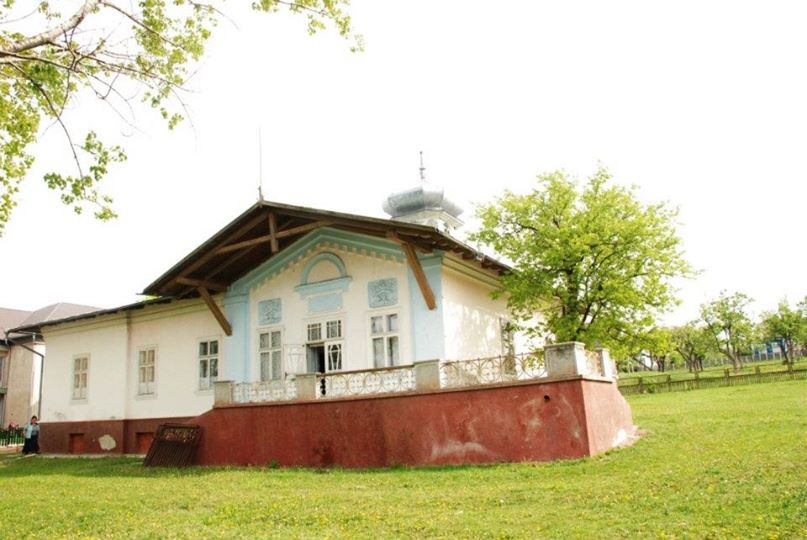
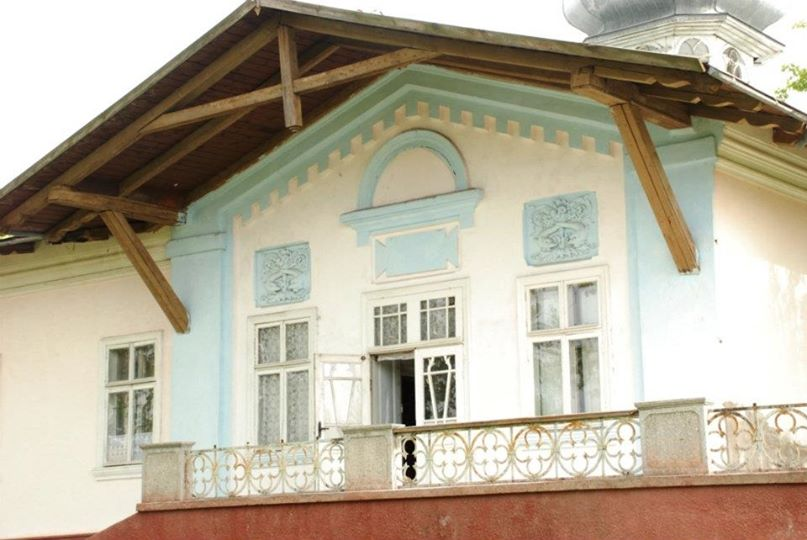
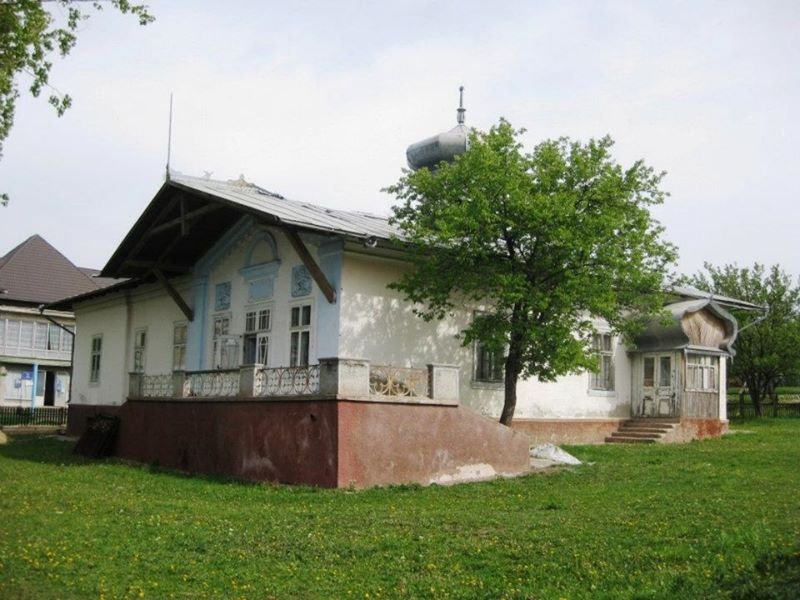
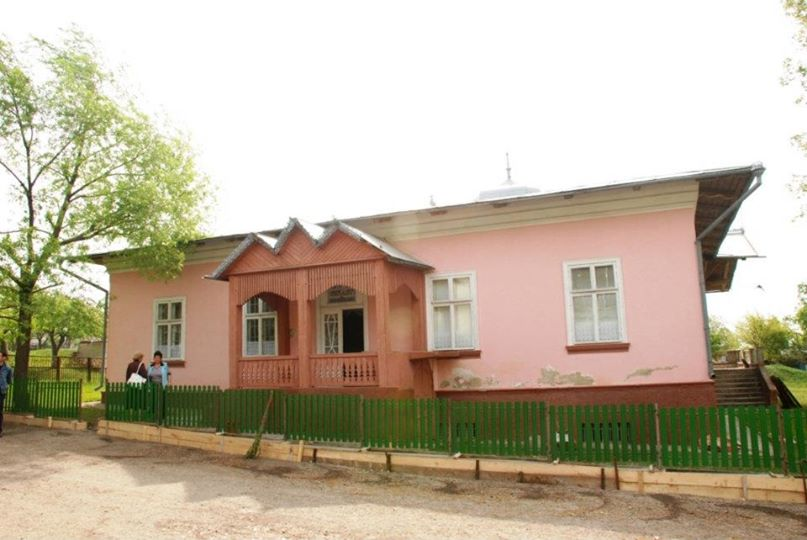
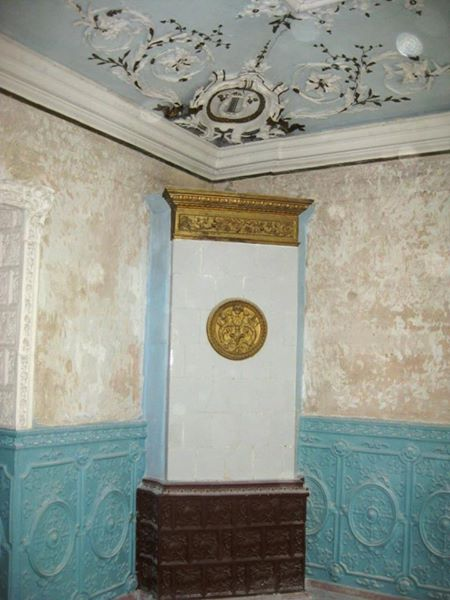
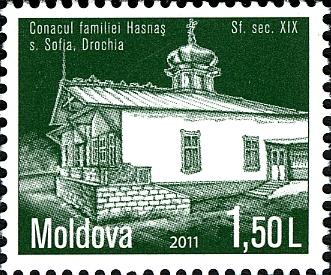
Conacul ilustrat pe un timbru moldovenesc.

## Personalități

### Născuți în Sofia
- Nicolae Filip (1926–2009), savant, doctor habilitat în științe fizico-matematice, membru de onoare al Academiei de Științe a Moldovei
- Nicanor Babără (n. 1940), doctor habilitat în filologie, profesor universitar în cadrul Universității de Stat din Moldova
- Lidia Istrati (1941–1997) scriitoare și parlamentară
- Iulian Filip (n. 1948), poet, dramaturg și folclorist și grafician, pictor si animator cultural
- Ion Tighineanu (n. 1955), doctor habilitat în științe fizico-matematice, președinte al Academiei de Științe A Moldovei (2018-2019)
- Valeriu Bujor (n. 1958), profesor universitar, criminolog
- Diamanta Paterău (n. 1984), cântăreață de romanțe